# Viktor Konovalenko
Viktor Sergejevitsj Konovalenko (Russisch: Виктор Сергеевич Коноваленко) (Gorki, 11 maart 1938 - Nizjni Novgorod, 20 februari 1996) was een Sovjet-Russisch ijshockeyer. 
Konovalenko was gedurende tien jaar de doelman van de IJshockeyploeg van de Sovjet-Unie. In 1971 werd Konovalenko bij de nationale ploeg opgevolgd door Vladislav Tretjak.
Konovalenko won tijdens de Olympische Winterspelen 1964, Olympische Winterspelen 1968 de gouden medaille, de olympische titels waren tevens wereldtitels.
Konovalenko werd tussen 1963 en 1971 achtmaal wereldkampioen.